# Austrolimnophila (Austrolimnophila) subinterventa
Austrolimnophila (Austrolimnophila) subinterventa is een tweevleugelige uit de familie steltmuggen (Limoniidae). De soort komt voor in het Australaziatisch gebied.